# Шашечница персидская
Шашечница персидская (Melitaea persea) — вид дневных бабочек рода Шашечницы (Melitaea) семейства Нимфалиды (Nymphalidae). Длина переднего крыла 16—26 мм. Вид характеризуется полиморфностью.

## Этимология названия
Persea (топонимическое) — персидская.

## Ареал
Дагестан, Закавказье (Азербайджан, Армения), Малая Азия, Центральная Азия (Копетдаг, Западный Тянь-Шань, Афганистан), Иран.
Бабочки населяют ксерофитные склоны оврагов, холмов, гор, засушливые горные склоны с зарослями трагакантовых астрагалов и сухолюбивых кустарников, аридные межгорные котловины. В Закавказье вид обитает до высоты 2500 метров над уровнем моря, но наиболее обычен от 1200 до 1500 метров над уровнем моря.

## Биология
Развивается в двух поколениях за год. Время лёта бабочек в апреле — мае и в конце июня—первой половине июля. Самки делают кладки яиц на нижнюю сторону листьев. Второе поколение развивается из 10-20 % гусениц, а остальные уходят на зимовку. Кормовые растения гусениц: норичник (Scrophularia sp.), подорожник (Plantago lanceolata) и льнянка обыкновенная (Linaria vulgaris).

## Подвиды
- Melitaea persea caucasica Staudinger, 1870
- Melitaea persea dogsoni Grose-Smith, 1887
- Melitaea persea paphlagonia Fruhstorfer, 1917
- Melitaea persea montium Belter, 1934
- Melitaea persea sargon Hemming, 1932